# NGC 6297
NGC 6297 (NGC 6298) é uma galáxia lenticular (S0) localizada na direcção da constelação de Draco. Possui uma declinação de +62° 01' 34" e uma ascensão recta de 17 horas, 03 minutos e 36,4 segundos.
A galáxia NGC 6297 foi descoberta em 8 de Julho de 1885 por Lewis A. Swift.